# NGC 3025
NGC 3025 este o galaxie lenticulară situată în constelația Hidra. A fost descoperită în 21 martie 1835 de către John Herschel. Se află la o distanță de 120,87 de megaparseci de Pământ.